# Station Hagen-Vorhalle
Station Hagen-Vorhalle (Duits: Bahnhof Hagen-Vorhalle) is een spoorwegstation en rangeerterrein in het stadsdeel Vorhalle van de Duitse stad Hagen. Het station ligt aan de spoorlijn Hagen - Dortmund.

## Treinverbindingen

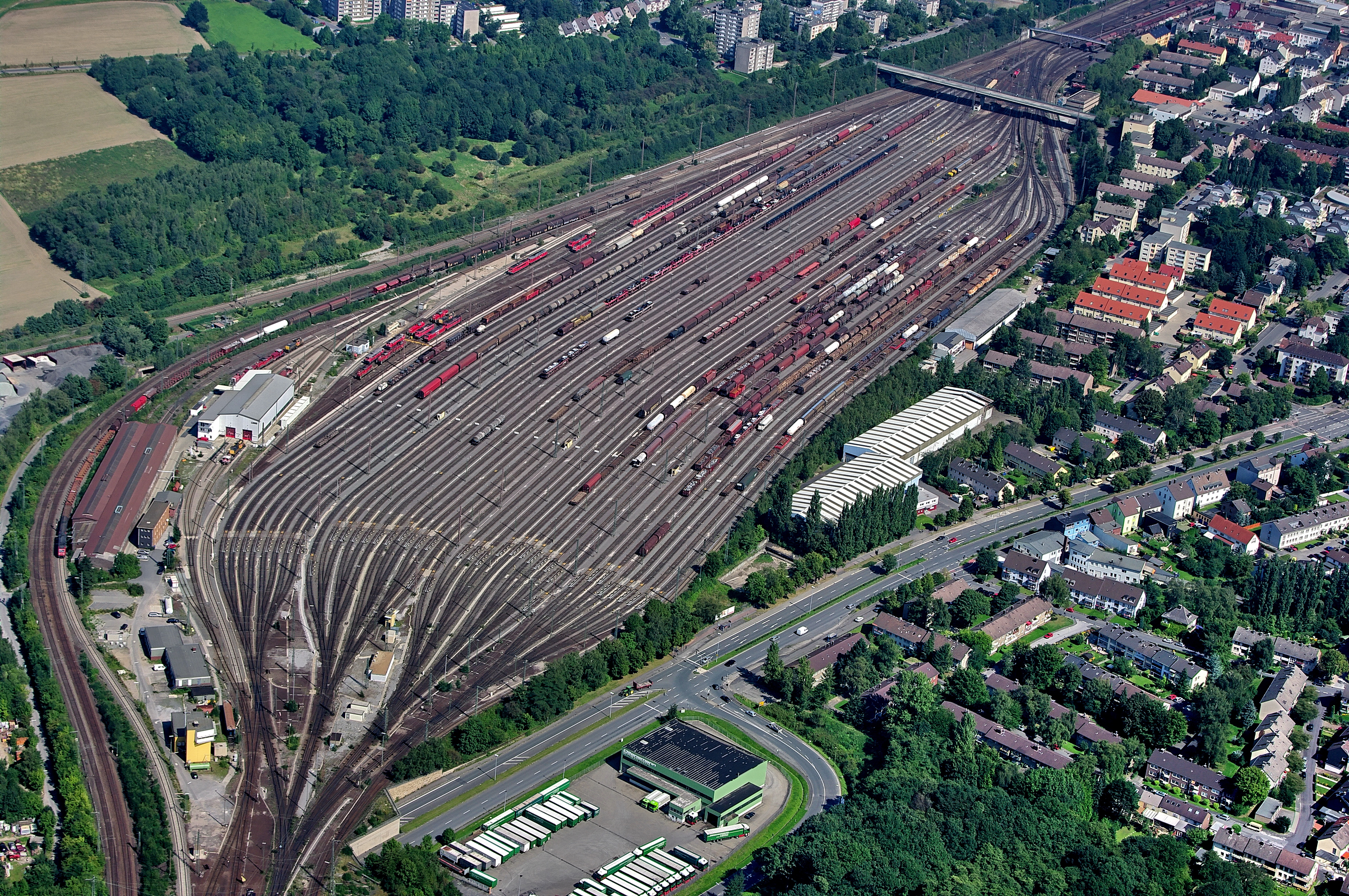
Luchtfoto van het rangeerterrein Hagen-Vorhalle

| Serie | Treinsoort                      | Route | Bijzonderheden  |
| ----- | ------------------------------- | --- | --------------- |
| RB 40 | Regionalbahn (Abellio Rail NRW) | Essen Hbf – Essen-Kray Süd – Wattenscheid – Bochum Hbf – Witten Hbf – Wetter (Ruhr) – Hagen-Vorhalle – Hagen Hbf | Ruhr-Lenne-Bahn |
| S 5   | S-Bahn (DB Regio NRW)           | Dortmund Hbf – Witten-Annen Nord – Witten Hbf – Wetter (Ruhr) – Hagen-Vorhalle – Hagen Hbf                       |                 |